# 貝塚神社
貝塚神社（かいづかじんじゃ）は、埼玉県蓮田市の神社。

## 歴史
創建年代は不明である。ただ貝塚村が成立したのが江戸時代前期であることから、その頃に創建されたものと推測される。後に「綾瀬貝塚」として埼玉県の史跡に指定される貝塚の上に建てられており、当初は「稲荷社」と称していた。「神宮寺」が別当寺であった。神宮寺は阿弥陀如来を本尊とする真言宗の寺院であったが、明治初期の神仏分離により、廃寺に追い込まれた。
1869年（明治2年）、近代社格制度に基づく「村社」に列せられ、1913年（大正2年）の神社合祀により、周辺の4社が合祀された。その際に、「貝塚神社」に改称された。

## 交通アクセス
- 路線バス北原停留所より徒歩10分。